# Jardines de Piscinas y Deportes
Los jardines de Piscinas y Deportes (en catalán: Jardins de Piscines i Esports) se encuentran en el Distrito de Sarrià-Sant Gervasi de Barcelona. Su origen se encuentra en el complejo deportivo homónimo inaugurado en 1935, una parte del cual pasó a ser un jardín público en 2008, mientras que en el resto del terreno aún permanecen varias instalaciones deportivas. 
El terreno tiene forma rectangular, y presenta amplias zonas de césped jalonadas de árboles, principalmente pinos y acacias. En un rincón se encuentra un estanque con plantas acuáticas, bordeado de sauces. Hay caminos pavimentados dispuestos en un trazado circular, que invitan al paseo, así como un área de juegos infantiles.